# SIAI-Marchetti SF600
 (juillet 2018).
Dimensions
Le SIAI-Marchetti SF600 Canguro (kangourou) est un bimoteur de transport léger développé en Italie à la fin des années 1970. Malgré la volonté d'une large production en série, seuls dix exemplaires furent construits.

## Conception et développement
Conçu par l'ingénieur Stelio Frati, le Canguro est un avion monoplan classique à aile haute cantilever et dont la section de fuselage est rectangulaire. Le train tricycle est fixe. C'est SIAI Marchetti qui finança le premier prototype construit dans son usine d'Aviamilano. Après des essais en vol favorables, le modèle fut produit sans toutefois attirer de nombreux acheteurs malgré le passage de la motorisation à pistons initiale vers les turbopropulseurs ainsi qu'un train rentrant possible en option.
Le développement fut continué par Agusta, à la suite du rachat de SIAI Marchetti et un contrat de licence de fabrication fut conclu en 1992 avec l'entreprise Sammi de Corée du Sud, mais n'eut pas de suite. Un accord semblable conclu avec PADC aux Philippines n'eut pas plus de succès. En 1997, Vulcanair acheta à Finmeccanica (maison mère d'Agusta) la licence, mais même si quelques exemplaires furent produits il n'y eut pas de construction en série. À partir de ce développement, Vulcanair annonça une évolution, l'A-Viator pour onze passagers.
En septembre 2011, il y avait encore quatre SF600 en exploitation.

## Sources
- (en) John William Ransom Taylor (éditeur) et Kenneth Munson (assistant éditeur), Jane's all the world's aircraft, 1988-89, London New York, Jane's, coll. « Jane's yearbooks », juin 1988, 800 p. (ISBN 0-7106-0867-5 et 978-0-710-60867-3, OCLC 19037344).
- (en) Michael John Haddrick Taylor, Bill Gunston et al., Jane's encyclopedia of aviation, Londres, Studio Editions, 1989, 1re éd., 948 p. (ISBN 978-1-85170-324-1, OCLC 28177024), p. 417.
- (en) R.W. Simpson, Airlife's General Aviation : a guide to post-war general aviation manufacturers and their aircraft, England, Airlife Publishing, 1995, 374 p. (ISBN 1-85310-194-X et 978-1-853-10194-6), p. 366.
- (en) « New Frati twin first flight imminent », Flight International, no 7 October 1978,‎ 1978, p. 1304 (lire en ligne, consulté le 2 avril 2008).
- (en) « Agusta forms Korean venture », Flight International, no 10 June 1989,‎ 1989, p. 37 (lire en ligne, consulté le 2 avril 2008).